# The Killjoys (groupe britannique)
The Killjoys est un groupe de punk rock britannique, originaire de Birmingham, en Angleterre. Formé en 1976, il est surtout connu pour avoir été l'un des premiers groupes de Kevin Rowland et de Ghislaine Weston.

## Biographie
Kevin Rowland vient à peine de monter le groupe de rock Lucy and the Lovers qui tente de copier le style musical de Roxy Music, lorsqu'en 1977, il est lui aussi submergé par la vague du punk rock qui déferle sur l'Angleterre,. Il quitte Birmingham pour rejoindre Londres où il fonde The Killjoys, un groupe qui commence à jouer dans le circuit des clubs londoniens habituels où le groupe se fait remarquer par sa musique punk sophistiquée mais non moins rageuse. 
Lee Wood, fondateur du label New Raw Records, les repère et leur fait enregistrer un premier 45 tours. Mais Kevin Rowland, qui est fort mécontent du résultat du disque saborde son groupe. Rowland et Kevin Archer iront peu après fonder Dexys Midnight Runners, tandis que la bassiste Gil Weston rejoindra le quatuor féminin Girlschool. The Killjoys enregistre deux sessions pour l'émission de John Peel à la BBC Radio 1 : la première en octobre 1977, et la seconde en février 1978, à la période durant laquelle Keith Rimell (guitare) et Bob Peach (batterie) sont recrutés, replaçant Philips et Burton. Tonge quitte aussi le groupe.
Une histoire circule selon laquelle Rowland aurait rejeté un contrat de £20 000 avec Bronze Records car il comprenait seulement des singles, sans même en avoir parlé aux membres du groupe ; cependant, en 2004, Weston met en cause la validité de cette histoire, et en 2007, Rowland qu'elle « n'a ni queue, ni tête ». Peach, Philips et Weston formeront le groupe Out of Nowhere (plus tard rebaptisé Alternating, puis Luxound Deluxe), avec Weston rejoignant Girlschool sur les recommandations de Lemmy.

## Membres
- Kevin Rowland - chant (1976-1978)
- Ghislaine « Gil » Weston - basse (1976-1978)
- Mark Philips - guitare (1976-1978)
- Heather Tonge - chœurs (1976-1978)
- Lee Burton - batterie (1976-1978)
- Bob Peach - batterie (1978)
- Keith Rimell - guitare (1978)
- Kevin Archer - guitare (1978)

## Discographie

### Album studio
- 1992 : Naïve (Damaged Goods)

### Singles
- 1977 : Johnny Won't Get to Heaven/Naïve (New Raw Records, 1977)
- 19?? : Studio Demos 18 October 1977 7-inch EP (19??) Last Year's Youth

### Compilation
- 1977 : Raw Deal (Raw: At Night)